# توني دي دومينيكو
توني دي دومينيكو (بالإنجليزية: Tony De Domenico)‏ هو سياسي أسترالي، ولد في 29 ديسمبر 1950.